# Chalk Farm (London Underground)

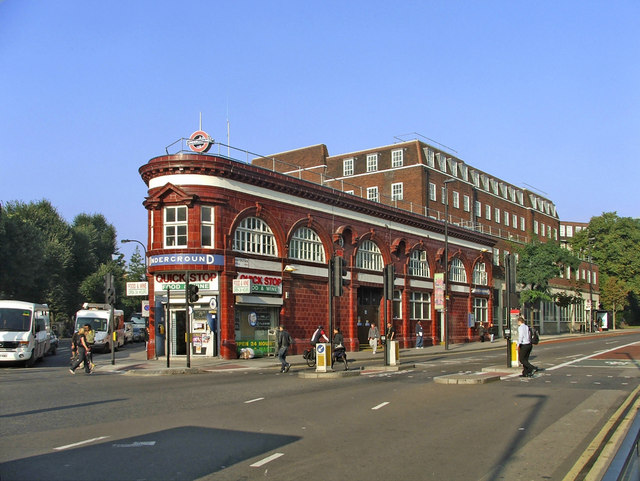
Stationsgebäude

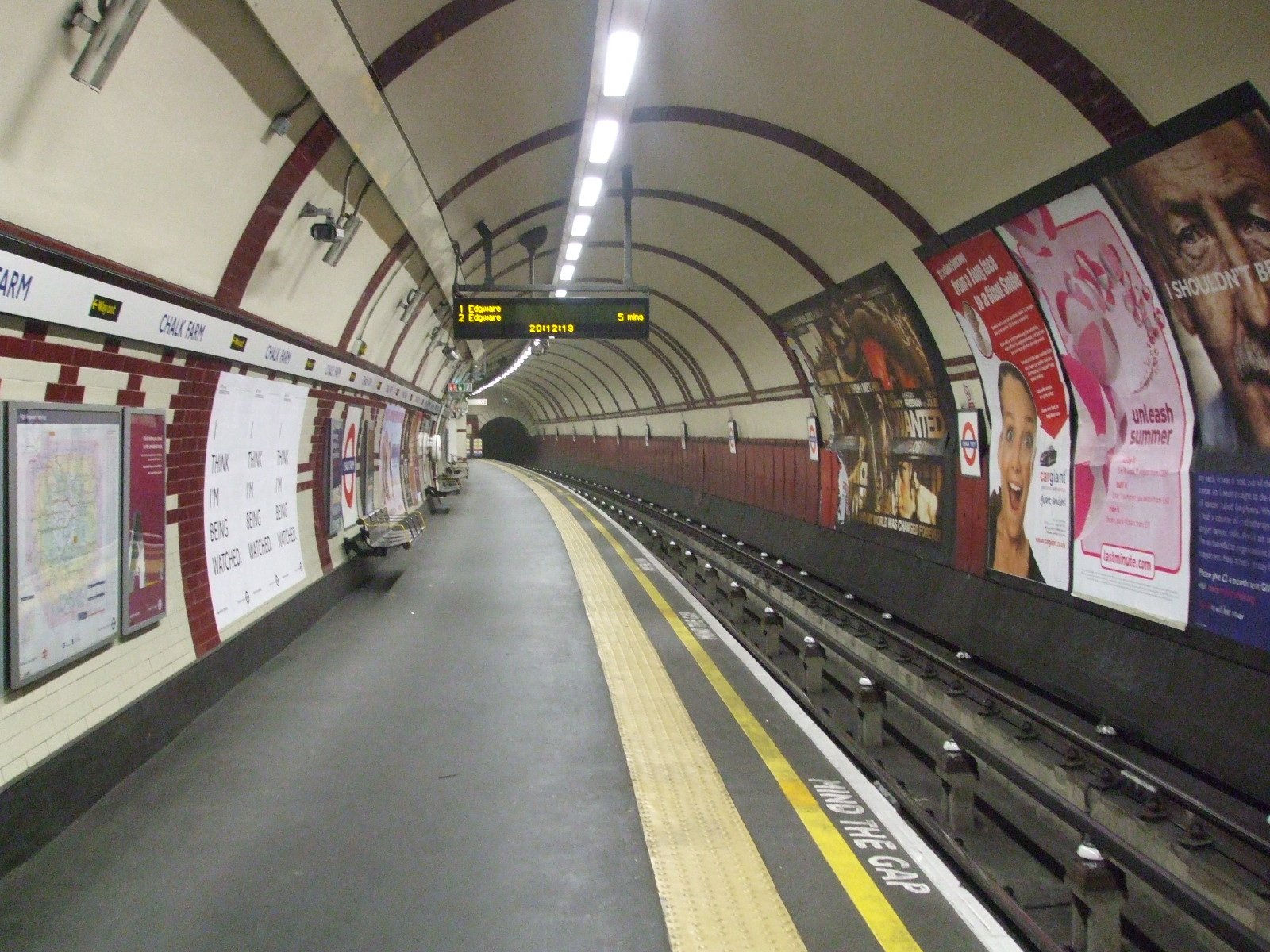
Bahnsteig in Richtung Süden

Chalk Farm ist eine unterirdische Station der London Underground im Stadtbezirk London Borough of Camden. Sie liegt in der Travelcard-Tarifzone 2, an der Kreuzung der Hauptstraßen Chalk Farm Road und Adelaide Road. Im Jahr 2013 nutzten 5,55 Millionen Fahrgäste diese von der Northern Line bediente Station.
Die Eröffnung erfolgte am 22. Juni 1907 durch die Charing Cross, Euston and Hampstead Railway, eine der beiden Vorgängergesellschaften der Northern Line. Das schmale keilförmige Stationsgebäude ist ein besonders gut erhaltenes Beispiel der von Leslie Green für die Tochtergesellschaften der Underground Electric Railways Company of London in einem einheitlichen Stil errichteten Gebäude. Typische Merkmale sind die blutroten glasierten Terrakotta-Ziegel, große halbrunde Fenster im oberen Stockwerk und gezahnte Gesimse. Seit 2011 steht das Gebäude unter Denkmalschutz (Grade II).
Die Station besitzt den kürzesten Aufzug des gesamten Londoner U-Bahn-Netzes (6,4 Meter). Im Jahr 2005 wurde sie von der Infrastrukturgesellschaft Tube Lines umfassend modernisiert. Eine Sehenswürdigkeit in der Nähe ist die Konzerthalle The Roundhouse. Das Cover des Albums Absolutely von Madness zeigt die Band vor dem Eingang der Station.